# بعلشمين

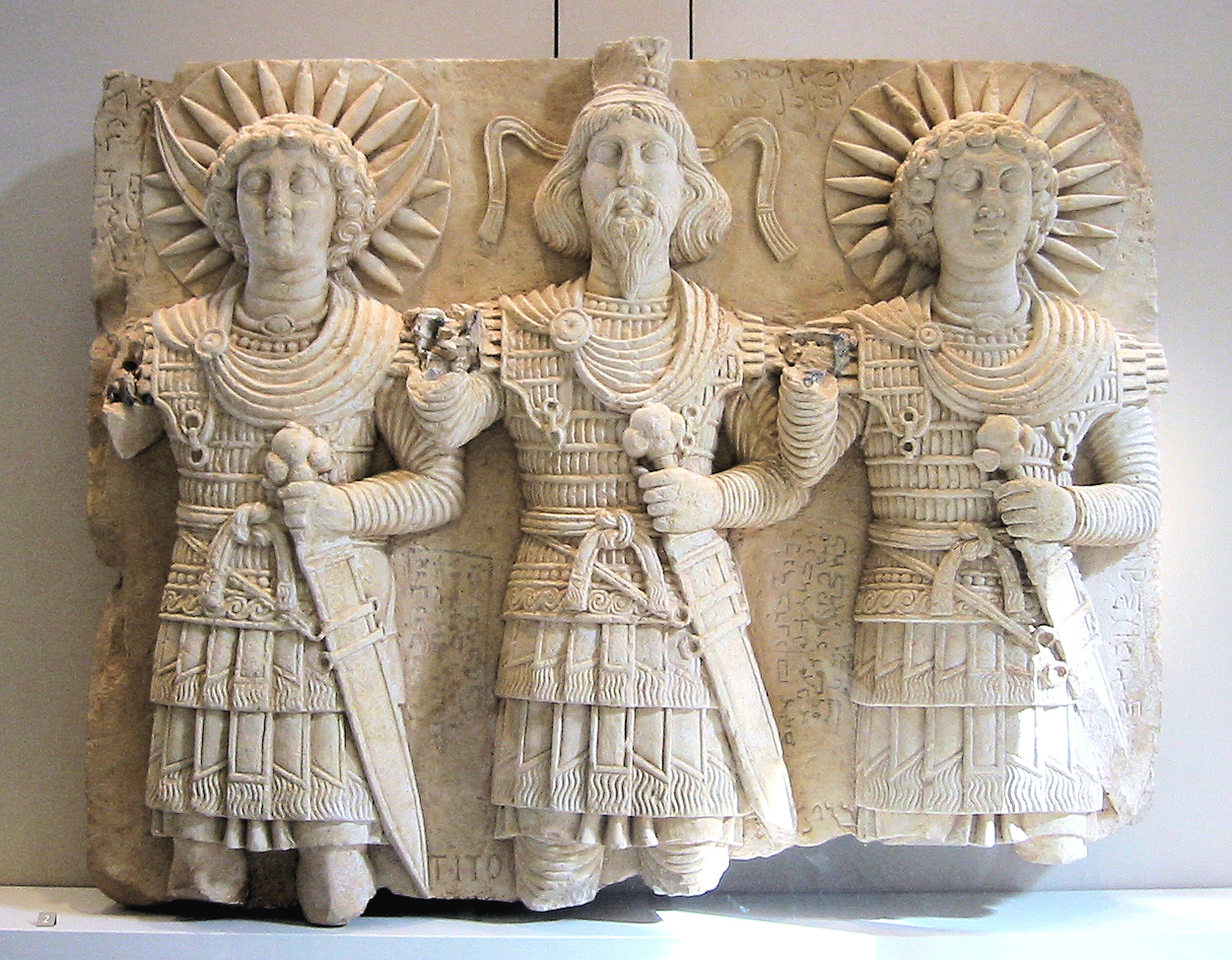
عجلبول ، وبعلشمين (وسط)، وملاكبل (القرن الأول م (وجد بالقرب من تدمر ، سوريا)

بعلشمين أو بعل شمين (بالآرامية: ܒܥܠ ܫܡܝܢ)‏، ويسمى أيضًا بعل شميم (بالفينيقية بعل شمم 𐤁𐤏𐤋 𐤔𐤌𐤌 ) ، معنى الاسم رب السموات، كان إلهًا ساميًا شماليًا غربيًا ولقبًا يُطلق على آلهة مختلفة في أماكن أو أوقات مختلفة في النقوش الشرق أوسطية القديمة، وخاصة في كنعان / فينيقيا وسوريا . وكان اللقب يُطلق في أغلب الأحيان على هدد ، ويُلقب في كثير من الأحيان بعل فقط. كان بعل شمين أحد الإلهين الأعظمين وإله السماء في تدمر في سوريا القديمة ( بعل هو الإله الأعظم الآخر).  من رموزه النسر والبرق، وربما شكل ثالوثًا مع إله القمر عجلبول وإله الشمس ملاكبل .  كما استخدم اللقب لزيوس أيضًا.
أقدم إشارة فينيقية معروفة لبعلشمين موجودة في نقش يحملك ، الذي يعود تاريخه إلى القرن العاشر ق.م. 

## تاريخ
في الأصل كان الاسم لقبًا لبعل هدد ، في الألفية الثانية ق.م، لكنه صار يشير إلى إله مميز نحو عام 1000 ق.م.  أقدم ذكر معروف لهذا الإله أو اللقب ورد في معاهدة تعود إلى القرن الرابع عشر ق.م بين ملك الحثيين سوبيليوليوماس الأول وملك أوغاريت نقمادو الثاني . على الرغم من أن هذا قد يكون إشارة إلى بعل هدد، ومرة أخرى يظهر الاسم في نقش فينيقي للملك يحملك من جبيل ، إلا أن نصوص أخرى تميز بين الاثنين.

يرد في المعاهدة التي عقدت عام 677 ق.م بين ملك آشور الملك أسرحدون والملك بعل الأول ملك صور لعنة على الملك بعل إذا خرق المعاهدة، وجاء في جزء منها:
"ليثير بعل سمم وبعل ملج وبعل صفون ريحًا شريرة ضد سفنكم، فيفكك مراسيها، وينزع عمود مرساها، ويغرقها في البحر موجًا قويًا، ومدًا عنيفًا [..] ضدكم." 
الإله بعل ملج فلا يوجد له ورود آخر. ويبدو أن بعل صفون هو بعل هدد، الذي يسكن على جبل صفون في نصوص أوغاريت. ويختلف المفسرين حول ما إذا كان هؤلاء ثلاثة آلهة منفصلين أو ثلاثة جوانب لنفس الإله، وهو الإله الذي يسبب الطقس العاصف في البحر
على أية حال، يُستنتج من النقوش أن عبادة بعل شميم استمرت في صور من أيام أسرحدون حتى نحو نهاية الألفية الأولى ق.م
كما ذكر يعقوب السروجي بعلشمين كمعبود بين الآلهة الآرامية الأخرى في بلاد ما بين النهرين:
"وضع (الشيطان) أبولو كمعبود في أنطاكية وآخرين معه، وفي الرها وضع نبو وبل مع كثيرين آخرين، وأضل حران بواسطة سين وبعلشمين وبار نمر [نوسكو] بربي مع كلابه نرغال والإلهة تاراتا عشتار وجدلات"
في الأساطير الرئيسية عند سكنيتن ، يعتقد البعض أن الإله الذي يسميه باللغة اليونانية أورانوس /السماء يرمز إلى بعل شميم. فالسماء هنا الأب الحقيقي لبعل هدد (رغم أن بعل هدد ولد بعد زواج أمه من دجن ). كما هو الحال في الأساطير اليونانية والأساطير الحثية ، يتم إخصاء سكاي من قبل ابنه، الذي بدوره من المقرر أن يواجه معارضة من قبل إله الرعد. في قصة سكنيتن، يقاتل سكاي أيضًا البحر؛ يجد سكاي نفسه غير قادر على الانتصار، لذلك يتحالف مع هدد

في النصوص النبطية باللغة اليونانية، يتم مساواة بعل شمين بانتظام مع زيوس هيليوس ، أي زيوس كإله للشمس ويدعم هذا سكنيتن:
"... وعندما حلت فترات القحط مدا أيديهم إلى السماء باتجاه الشمس؛ لأنه وحده (كما يقولان) اعتبراه إلهًا رب السماء، وأطلقوا عليه اسم بعلسمن، وهو في اللغة الفينيقية "رب السماء"، وفي اللغة اليونانية "زيوس". 
ومن غير الواضح للأسف ما إذا كان بعل شمين يعتبر هنا إله الشمس وجالب المطر، أو ما إذا كان يعتبر سبب الجفاف.